# Monime
Monime, död 71 f.Kr, var drottning av Pontus 88-71 f.Kr och gift med Mithridates VI Eupator av Pontus i hans andra äktenskap.

## Biografi
Monime var dotter till en framstående medborgare, Philopoemen, i antingen Miletus eller Stratonicea i Karien. 
Mithridates upptäckte henne sedan han hade erövrat hennes hemstad 88 f.Kr. Han erbjöd hennes far 1500 i guld för att kunna göra henne till en av sina konkubiner. Hon vägrade att gå med på saken och krävde ett äktenskap och titeln drottning. Mithridates gick till slut med på hennes krav, och i ett bröllop i Sinope blev hon Mithridates andra hustru och drottning och hennes far blev Mithridates guvernör i Efesos.  
Monime beskrivs som vacker och intelligent och var mycket omtalad av samtidens greker. Parets äktenskap var i början lyckligt, och Monime ska under de första åren ha utövat inflytande över Mithridates. Deras förhållande försämrades dock efter några år och blev olyckligt, och Monime ska ha sagt att hon ångrade att hon gifte sig med honom och att hon saknade sin hemstad. 
År 71 f.Kr tvingades Mithridates fly till Armenien, och han gav då order om att hustrur Monime och Berenike av Chios skulle dödas för att inte bli tillfångatagna av romarna.

## Eftermäle
Monime är huvudpersonen i tragedin Mithridate av Racine. 

## Barn
1. Athenais Philostorgos II